# Marts'iget
Marts'iget är ett vattendrag i Armenien. Det ligger i den norra delen av landet, 90 kilometer norr om huvudstaden Jerevan.
Omgivningarna runt Marts'iget är en mosaik av jordbruksmark och naturlig växtlighet. Runt Marts'iget är det ganska tätbefolkat, med 72 invånare per kvadratkilometer.